# Ilıca
Pour les articles homonymes, voir Ilica (homonymie).
Ilıca est une ville et un district de la province d'Erzurum dans la région de l'Anatolie orientale en Turquie.